# Eothinia carogaensis
Eothinia carogaensis är en hjuldjursart som beskrevs av Myers 1937. Eothinia carogaensis ingår i släktet Eothinia och familjen Notommatidae. Inga underarter finns listade i Catalogue of Life.